# Kongdžu
Kongdžu je město v Jižní Koreji v provincii Jižní Čchungčchong. Město se dříve jmenovalo Ungdžin a bylo hlavním městem království Pekče v letech 475 - 538 n. l. V tomto období bylo Pekče ohrožováno dalším korejským královstvím Kogurjo, což donutilo Pekče přesunout hlavní město z Hansongu (dnešní Soul) do Ungdžinu. V roce 538 král Song přesunul hlavní město do Sabi, nicméně Ungdžin zůstal významným městem až do pádu Pekče v roce 660.
V roce 2004 oznámil premiér I He-čchan, že hlavní město bude přesunuto ze Soulu do Kongdžu. Od tohoto plánu bylo nakonec upuštěno, když ho ústavní soud prohlásil za neústavní. Selhal i pokus úplně přemístit hlavní město do Sedžongu, také v provincii Jižní Čchungčchong, nicméně se tam přesunou některé úřady.

## Slavní rodáci
- Kim Če-džung, zpěvák

## Partnerská města
- Jamaguči, Japonsko
- Morijama, Japonsko
- Nagomi, Japonsko
- Šen-jang, Čína